# Renault Scénic ZEV H2
A Scénic ZEV H2 é um protótipo da Renault de emissão zero equipado com motor elétrico alimentado por célula a combustível.